# NGC 7476
NGC 7476 é uma galáxia espiral barrada (SBab) localizada na direcção da constelação de Grus. Possui uma declinação de -43° 05' 53" e uma ascensão recta de 23 horas, 05 minutos e 12,0 segundos.
A galáxia NGC 7476 foi descoberta em 5 de Setembro de 1834 por John Herschel.